# امیلیا فورکریو
امیلیا فورکریو (اسپانیایی: Emilia Forcherio‎؛ زادهٔ ۱۶ فوریهٔ ۱۹۹۵) بازیکن هاکی روی چمن زن اهل آرژانتین است.